# Сталинский ампир в архитектуре Перми
В послевоенный период на смену конструктивизму приходят полные пафоса образы сталинского ампира. Принципы этой тенденции советской архитектуры связаны с неоклассицизмом: использование мотивов римской античности, изобилие декоративного и скульптурного декора. Характерной чертой советской версии неоклассики становятся монументальные символы и образы, формирующие мифы об идеальном человеке и государстве. Эта общая для страны тенденция проявляется в архитектуре Перми, но с гораздо меньшим размахом, чем в столицах.

## Дворец культуры имени Солдатова

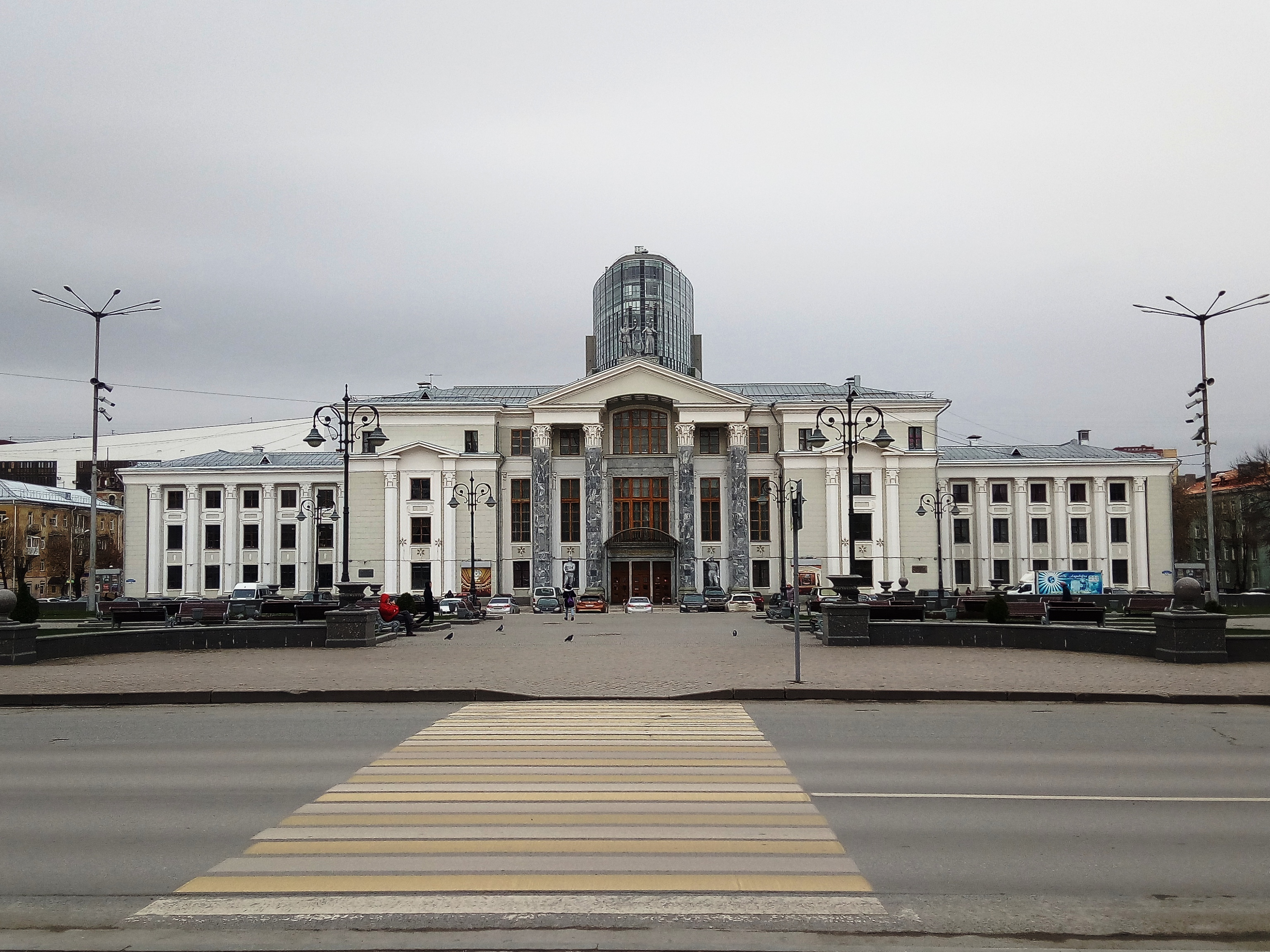
Дворец культуры имени А. Г. Солдатова

Здание на Комсомольском проспекте, 79. Проект был разработан архитектурно-проектной мастерской Ленгипргор И. А. Меерзоном и А. К. Барутчевым. Автор первого проекта в годы войны погиб в Ленинграде.
Один из самых ярких образцов сталинского ампира в Перми. Строительство здания было приостановлено в годы войны, в 1946 году перестроено по новому архитектурному проекту. В девяностые ДК Солдатова был приобретён городом.

## Дом со львами
Здание на улице Монастырской, 15 построено для комбината «Молотовуголь» в 1947 году. Архитектор Василий Гаврилович Чернов. Фасад имеет симметричное решение, акцентированное по центру портиком (крытая галерея, перекрытие которой опирается на колонны) и лоджиями, завершённым над четвёртым этажом полукруглым аттиком. Углы фасадов оформлены в виде портиков. Портики решены в классическом стиле с капителями (венчающая часть) колонн и пилястр (вертикальный выступ стены). По высоте фасад имеет трёхчастное деление: утяжелённая цокольная часть, центральная часть в два этажа и верхняя часть.

## Управление шлюзов КамГЭС
Здание на ул. Соликамская, 327, построено для Камской ГЭС в 50-х годах прошлого века. Архитектор Е. М. Попов.
Визуально здание отсылает к Московскому Речному вокзалу, с характерным для сталинского ампира шпилем.
Пункт управления воротами расположен на центральной стенке шлюза в восьмиэтажном здании из белого камня, высотой 70 м, увенчанном шпилем из нержавеющей стали со звездой на конце. Два нижних этажа его облицованы гранитом. В верхней части с двух сторон выступают специальные служебные мостики, с которых хорошо просматриваются как сам шлюз, так и его походы. Для строительства башни управления шлюза была создана специальная мастерская для изготовления лепных украшений, организовано производство железобетонных плиток из белого цемента с красителями.
В январе 1984 г. решением Пермского Облисполкома комплексу сооружений Камской ГЭС был присвоен статус памятника архитектуры местного (областного) значения.

## Дом учёных

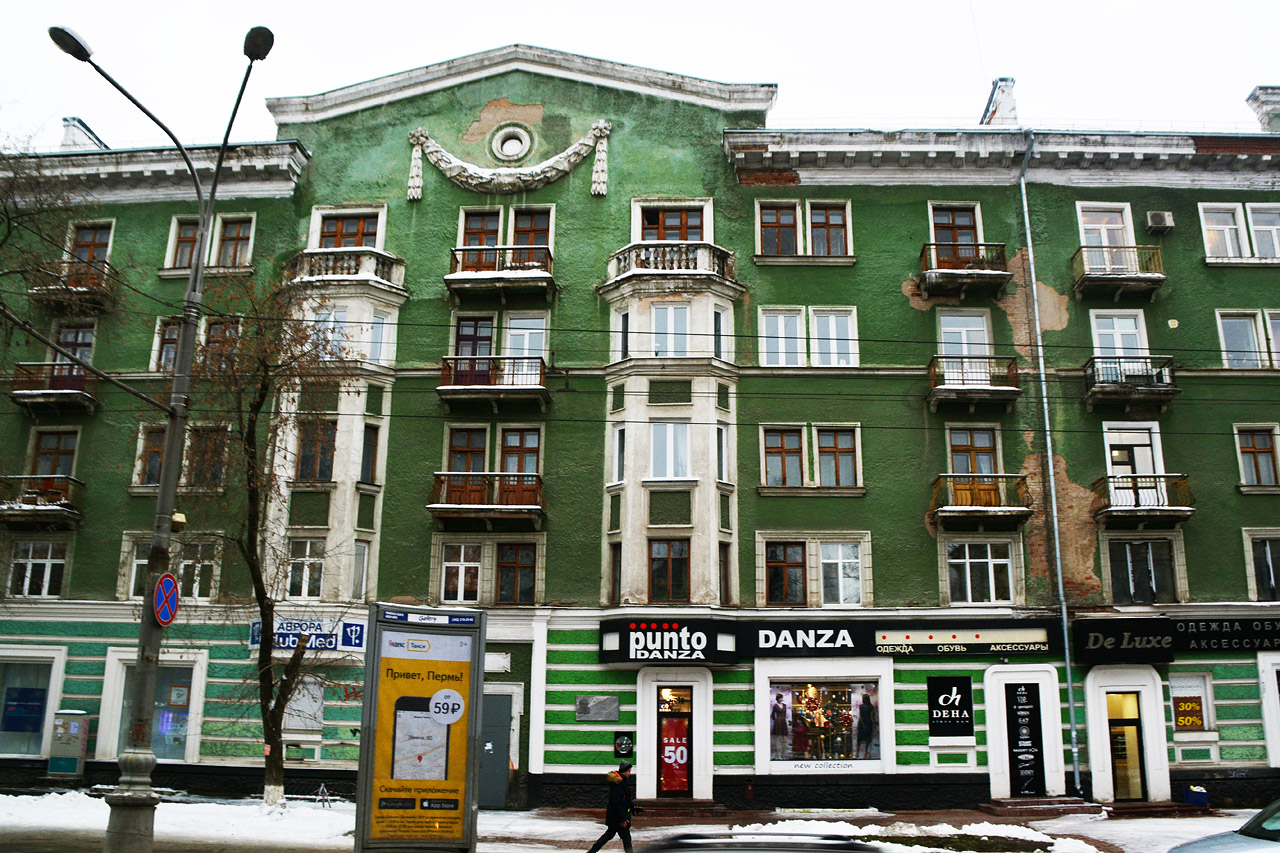
Дом учёных

## Башня смерти

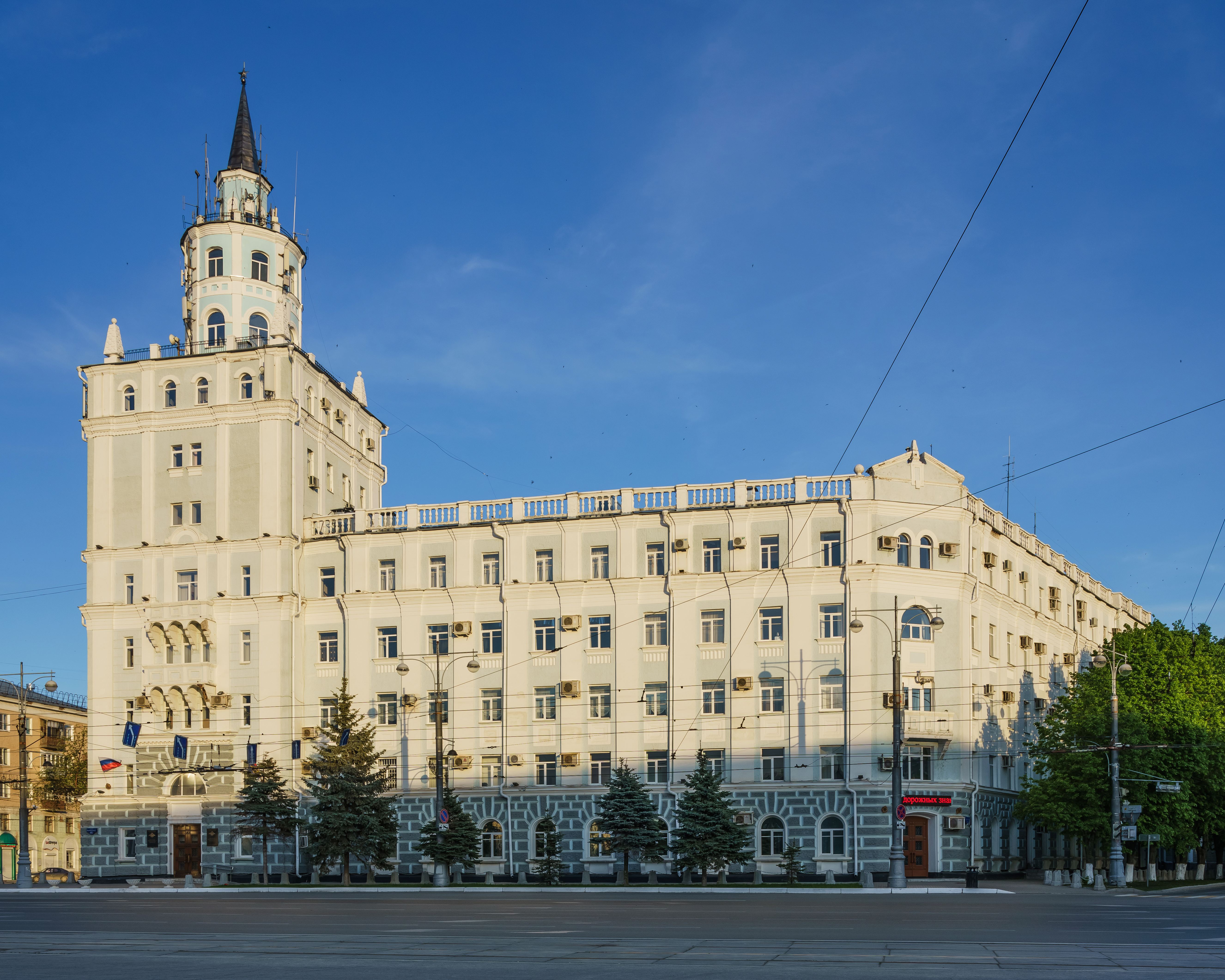
Башня смерти

## Речной вокзал

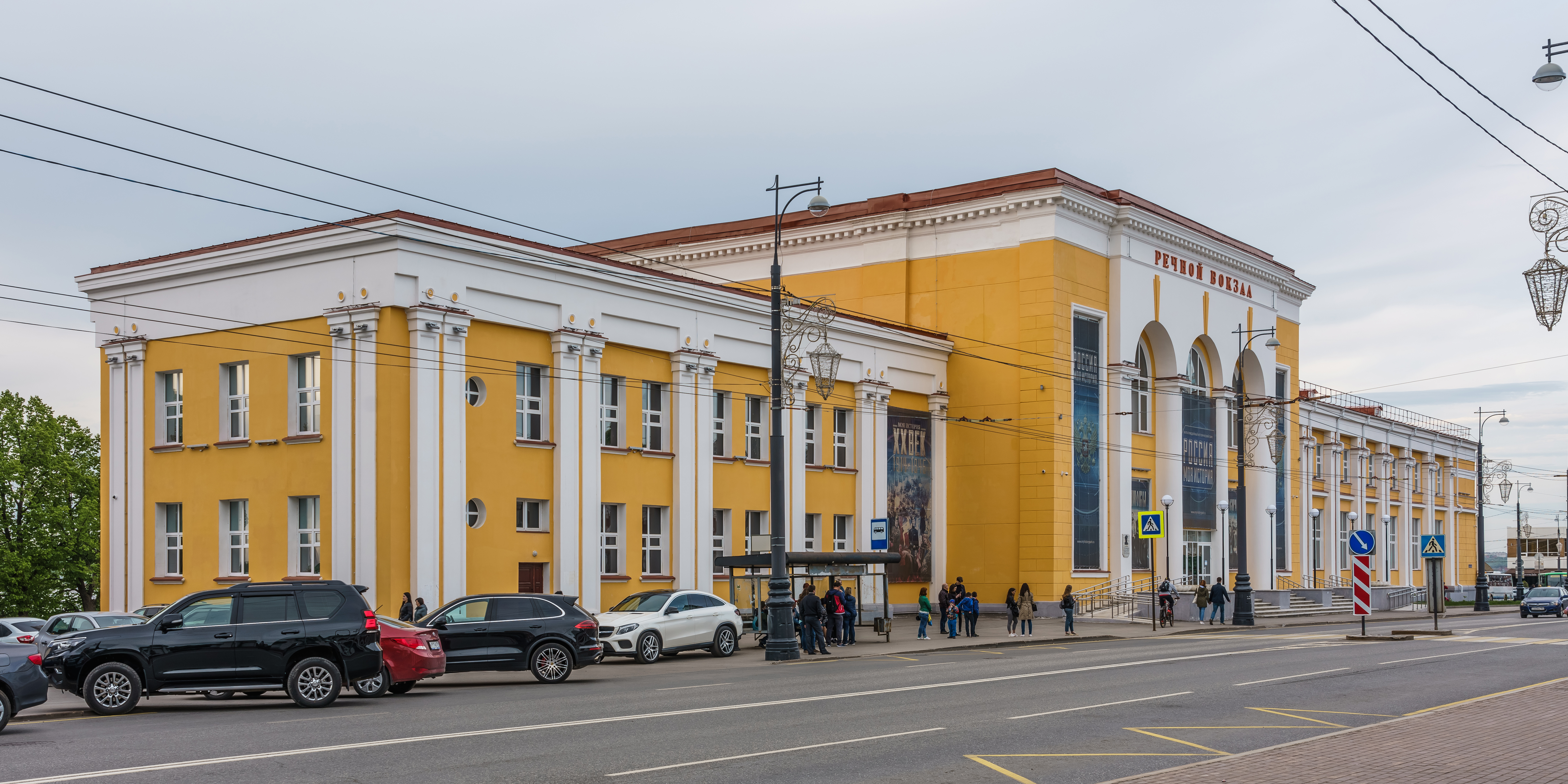
Речной вокзал

Здание Речного вокзала было построено в 1940 году по проекту архитектора А. З. Гринберга.